# Armoiries de Sealand
Le blason de Sealand est composé d'un de trois champs : (de haut en bas) de gueules, d'argent et de sable.
Il est soutenu par deux lions marins, couronnés d'or.
Le tout est surmonté d'un heaume, lui-même surmonté d'une couronne d'argent avec une forme de bras d'armure qui soutient six flèches de gueules représentant des rayons.
Ce bras apparaît dans un cercle d'or chargé de quatre liens d'azur.
Dans la partie inférieure, on peut voir la devise de Sealand : « E Mare Libertas » (« Depuis la mer, Liberté » en français).